# Alioramus
Alioramus ("branca diferent") és un gènere de dinosaure teròpode del Cretaci superior que visqué a Mongòlia. Era més petit que els seus "parents" Tyrannosaurus  i Tarbosaurus, feia 6 metres de longitud i pesava uns 750 kg.
El gènere Alioramus fou anomenat i descrit pel paleontòleg rus Serguei Kurzànov el 1976.